# منشور ۲۰۱۷ حماس
در مه ۲۰۱۷، سازمان سیاسی و نظامی فلسطینی حماس، از سند اصول و سیاست‌های کلی (به عربی: وثیقة المبادئ والسیاسات العامة لحرکة حماس) که منشور جدید یا اصلاح شده حماس نیز نامیده می‌شود، رونمایی کرد. حماس، در این منشور، ایده تشکیل کشور فلسطین در مرزهای ۱۹۶۷ را پذیرفت؛ به شرطی که به آوارگان فلسطینی اجازه داده شود به خانه‌های خود بازگردند و مشخص باشد که این، اتفاق نظر فلسطینیان و اجماع ملی است؛ اما در عین حال، این سند، برای «آزادسازی کامل فلسطین از نهر تا بحر» تلاش می‌کند و به صراحت، اسرائیل را به رسمیت نمی‌شناسد. منشور جدید، معتقد است که مقاومت مسلحانه در برابر یک قدرت اشغالگر، بر پایه قوانین بین‌المللی، موجه است.
در حالی که منشور ۱۹۸۸ حماس، به دلیل یهودستیزی، به‌طور گسترده، مورد انتقاد قرار گرفت؛ سند ۲۰۱۷ بیان کرد که مبارزه حماس با یهودیان، به دلیل مذهبشان نیست، بلکه مبارزه با طرح صهیونیستی آن‌ها است. با این حال، حماس، از انکار منشور اصلی ۱۹۸۸، کوتاهی کرد و گفت که این سند، مربوط به زمان خود است و سند جدید، بیانگر موضع حماس در حال حاضر است.
دیدگاه‌ها در مورد سند ۲۰۱۷، متفاوت است. در حالی که برخی از آن، به عنوان نشانه‌ای از عمل‌گرایی و افزایش بلوغ سیاسی و گامی بالقوه در راه صلح استقبال کردند، بسیاری دیگر، آن را صرفاً تلاش زیبایی تلقی کرده‌اند که برای خوشایندتر جلوه دادن حماس طراحی شده و در عین حال، چیزی را در مورد اهداف و روش‌های اساسی حماس، تغییر نمی‌دهد. منشور بازنگری شده، به‌طور رسمی، منشور قبلی را رد یا لغو نکرد. محمود زهار، از بنیانگذاران حماس، گفت که این منشور، جایگزینی برای منشور مؤسس آن نیست.